# 八田一朗

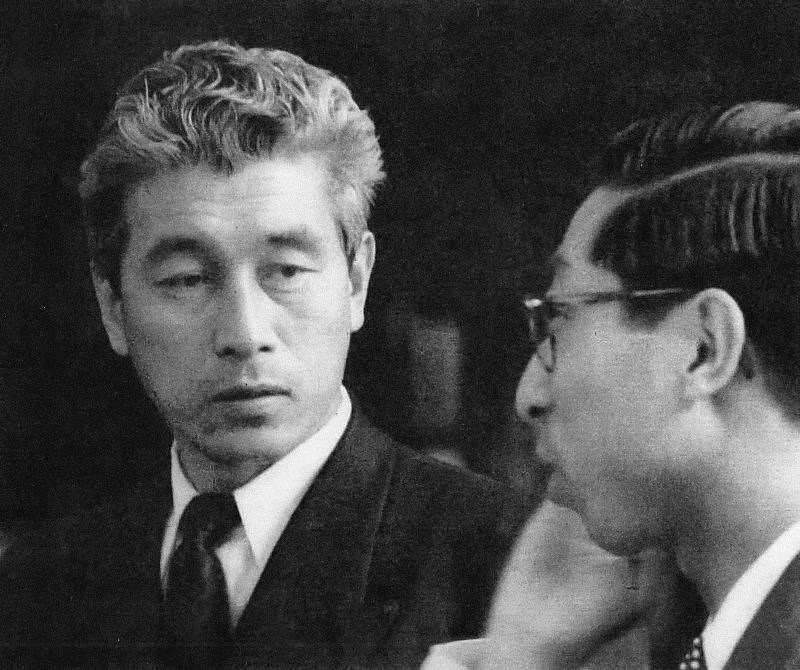
八田一朗（左）と三笠宮崇仁親王（右）

八田 一朗（はった いちろう、1906年6月3日 - 1983年4月15日）は、日本のレスリング選手、指導者、政治家。日本レスリング界の父であり、参議院議員も1期務め、また東京オリンピック招致にも尽力した。広島県安芸郡江田島町（後の江田島市）出身。

## 来歴・人物
父親が海軍兵学校の教官だったため幼少時代を江田島で過ごし、その後父親の軍港地への転勤で呉、佐世保などで育つ。談水小学校3年時に神奈川県の小学校に転校。旧制開成中学校に入学後、旧制海城中学校に編入学し、早稲田第一高等学院を経て1932年早稲田大学政治経済学部を卒業。同郷の織田幹雄は早稲田の一学年上にあたる。
早大在学中の1929年、所属した柔道部がアメリカ遠征を行うが、レスリングに敗北。負けたことで1931年、八田は同志数名と大学にレスリング部を創設した。これが日本のレスリングの始まりである。レスリング部創設に時間がかかったのは、柔道家でありながらレスリングを重要視するなど、舶来かぶれの異端者と周囲の迫害が激しかったためである。当時、八田は体育協会から派遣されて嘉納治五郎の秘書をしていたが、嘉納からは「レスリングを始めるのもよいが、五十年かかるよ」と言われたという。八田は嘉納の言葉を宝物のように心にとどめた。八田の晩年の弟子・松浪健四郎は、「生まれ故郷の柔道界に敵対心を持ち続けることで、己の闘志を鼓舞させ、不退転の決意を持続させることができたのではないか」と述べている。
1932年4月、八田は同志と共に「大日本アマチュアレスリング協会」を創立する。しかし体協には認められず、他にオリンピック目当てのレスリング団体が雨後のタケノコのように名乗りを上げ、他団体のけん制によって妨げられたが仲介者により「大日本アマチュアレスリング協会」と講道館派と「大日本レスリング協会」の三団体から2 - 3人ずつが出場するという折衷案で体協の公認を得て、同年のロサンゼルスオリンピックに出場。しかし八田以下6人の柔道高段者がいずれも敗北。このころはまだレスリングは柔道の亜流との考え方が強かったが、八田は柔道とレスリングの違いをはっきり認識、単身アメリカに渡りレスリング修行。帰国後、早大の大隈講堂の隅にレスリング専門道場を作った。これで日本レスリングの基礎が固まった。
先のオリンピックによる敗北で、そのためだけに結成された他の団体は自然に消滅し「大日本アマチュアレスリング協会」だけが存続して今日の日本レスリング協会に発展した。
二度に渡る兵役、6年余を中国で従軍、除隊を経て戦後、日本レスリング協会第3代会長（1946年4月 - 1983年4月）。40年近くの長きに渡り会長を務め、その強烈な個性とカリスマ性で日本を世界に互して戦えるレスリング王国に築き上げた。戦前から築き上げてきた国際的な人脈がものをいい、日本レスリング協会は、国際レスリング連盟（FILA）への復帰が認められ、レスリングは他の競技に先駆けて1949年、国際大会に参加が認められた。アメリカスポーツ界を見学した織田幹雄の助言を受け1950年、日米対抗試合開催。それまで力まかせの日本レスリングにアメリカから学んだ技が加わり、日本レスリングは急激な進歩を遂げた。
1953年「自分の敵は許さない」「自分の邪魔は切って捨てる」狷介な八田に対してボイコット事件が起きた。早稲田出身の八田は役員も早稲田OBで固めたため、慶応や明治のOBから反乱が起った。しかし反乱は失敗に終わり、以後は完全に八田の天下となった。八田は自分の主義は変えないため、息子ともよくぶつかった。八田自身、著書で「私の即決主義での説明不足もある。私は俳句をやるが、俳句というものはすべて省略でいく。だから、私の言動も、誤解を招くのだろう」と話していた。八田は高浜虚子の近所に住み、虚子に師事したことから、大家・虚子の空気を吸ったという意味で、句集『俳気』を出していた。
1954年、世界レスリング・フリースタイル選手権大会東京が招致され、八田も監督として日本チームを率いた1952年ヘルシンキオリンピックでは石井庄八が戦後初となる金メダルを獲得したのを始め、金5個を量産した1964年東京オリンピックを筆頭にオリンピックで金20、銀14、銅10のメダルをもたらし、柔道、体操に並ぶ日本のお家芸とした。
その間、世界大会でダントツの成績を残していた当時渡航が難しかったソ連に選手派遣を実現させたり、中国、北朝鮮など多くの国を訪問、スポーツを通じた国際交流を図る。大韓オリンピック委員会(KOC)（大韓体育会内）委員長などを務めた李相佰が早稲田の後輩という関係で、戦後の韓国レスリングの面倒を積極的にみたり1953年頃からは、レスリングを国技とみなす国が多い西アジア諸国に盛んに選手を送り出した。アフガニスタンの専門家として世に出た松浪健四郎はもともと、八田が松浪を同国にレスリング指導者として派遣したもの。八田が海外遠征に送り込んだ選手は延べ約1000人に及ぶ。その中には、渡米してそのままニューヨークにとどまり、レストラン「BENIHANA」の成功で大富豪となり、レスリング協会に多額の寄付をしたロッキー青木らも含まれる。俳句を通じて三笠宮夫妻らと交友を深め、1948年の国民体育大会からレスリングが正式採用されたのも三笠宮崇仁親王の尽力があったからという。もともと四角のレスリングのマットが、円形になったのは1971年、八田の提案をFILAが受け入れたもの。八田の頭に相撲の土俵のイメージがあったといわれる。1965年7月には参議院議員選挙に自民党から立候補し当選。スポーツ議員第1号となった。このときは目覚ましい成果を挙げた1964年東京オリンピックの翌年だったこともあって、戦前「この非常時に外国のお遊びとは何事か」「敵性スポーツだ！」とレスリングを排斥し、戦後も学校教育の中に取り入れない文部省を「徹底的にやっつけてやる」と吠え、レスリングを高校の正課に取り入れるよう文部省に圧力をかけて認めさせた。このとき文部省をヤリ込めて大いに溜飲を下げた。参院選二期目の立候補したが落選。八田はレスリングを盛んにするために国会に出ただけで、儲けさせてやるような考えがなく、政治上の部下が出来ず落選した。
1965年秋の褒章で長年、レスリングの育成発展に尽くし指導普及に努めスポーツ振興に寄与したとして藍綬褒章受章。
プロレスや他のスポーツ界にも大きな影響力を持った。特に今は無い国際プロレスに当時全く日本には知られていなかったヨーロッパの外国人レスラーを紹介、モンスター・ロシモフ（のちのアンドレ・ザ・ジャイアント）やビル・ロビンソンなどの多くの強豪外国人プロレスラーが来日を果たした。また明治大学レスリング部のサンダー杉山をプロレス界に入れたり、中央大学のレスリング部にいた鶴田友美に「プロが栄えればアマも栄える」と説いてプロレス入りを決意させたことも有名である。さらにアントニオ猪木対モハメド・アリ戦のきっかけを作ったことでも知られ、その業績は多岐にわたる。
「ソ連のレスリングの強さの秘密はサンボにある」と、レスリングにサンボの導入を試み、1963年にはソ連レスリング選手団と共に4名のサンビストを初来日させた。当時、日本人はサンボに関する知識をまったく持っていなかったが、これは日本柔道界へ警鐘的役割も果たした。さらに八田は、サンボそのものを日本に根づかせようと1965年に日本サンボ連盟を設立、ビクトル古賀（古賀正一）をソ連に派遣し、日本とソ連の交流パイプを構築した。ビクトルはその後もサンボの国際的な普及に大きな役割を果たした。他にオランダで「練習相手がいない」とこぼしていたアントン・ヘーシンクに「大きい選手もいるし、寝技もうまくなる」と1958年頃、ヘーシンクにレスリングの練習を勧めたという。
1964年東京オリンピックの招致は1959年春に招致の成否を握ると言われた中南米を歴訪したフレッド・イサム・ワダの話が有名だが、ワダの行脚に先立つ4か月前、ほぼ同じコースを八田は東京都議北島義彦と旅している。北島には「東京オリンピック大会招致実行委員長」という肩書があり、ブラジルのIOC委員には東京支持の確約を得ていたという。
東京オリンピックを目前に控えた1964年、当時早大レスリング部監督とレスリング全日本のコーチを兼任していた白石剛達を東京12チャンネル（後のテレビ東京）に推挙。白石はその後、同局の初代運動部長を務め、白石率いる東京12チャンネル運動部が、『三菱ダイヤモンド・サッカー』、メキシコワールドカップ、ローラーゲーム、女子プロレス、モハメド・アリの世界戦、箱根駅伝などを他局に先駆けて中継し、日本のスポーツ中継の発展に大きな足跡を残した。
日本体育協会理事、国際レスリング連盟常任理事、世界アマチュアレスリング連盟副会長他、社団法人日本ウオーキング協会、財団法人日本プロスポーツ協会、財団法人健康スポーツ連盟、日本サーフィン連盟などいずれも初代会長に就任、ジャパンケンネルクラブ「JKC」、ボディビル協会他、会長や相談役などを引き受け、これらの団体の発展に大いに寄与した。まだ「スポーツクラブ」という概念すらなかった1970年、総合スポーツクラブの草分け「スポーツ会館」（後のGENスポーツパレス）を建設した。
1976年秋の叙勲で勲二等瑞宝章受章（勲六等からの昇叙）。
1978年頃から肝硬変で入院、八田はレスリングのことしか頭になく体協理事なのにレスリングの話でなければ出席しなかった。また、八田は酒豪で朝・昼・晩、毎日飲み、入院まで1日も酒を抜いたことがなく体協の部屋でも飲んでいた。
1982年オリンピック功労章銀章受章。
1983年4月15日、76歳で死去した。
次男の八田忠朗は1991年からアメリカレスリング協会の女子強化コーチの一員でもある。2003年、八田の最後の弟子ともいわれる福田富昭が日本レスリング協会会長に就任している。なお、近年男子レスリングは苦戦しており、不参加の1980年モスクワオリンピックを除いて12大会連続でメダル獲得中だが、金は1988年のソウルオリンピックにおいて小林孝至が獲得したのが最後であった。しかし2012年、ロンドンオリンピックに於いて米満達弘が6大会24年ぶりとなる男子レスリングで金メダルを獲得した。
2013年9月28日、八田（日本体育協会初代会長）の功績を称えると共に八田イズム（気概）を学生達にもと云う事で八田のレスリング界での教え子でもある松浪・上武洋次郎（後の小幡洋次郎）・花原勉・藤本英男などの尽力により日本体育大学レスリング部合宿所（横浜市青葉区・日体レスリング会館）玄関に銅像が建立（除幕）された。

## エピソード
「八田イズム」とも呼ばれたスパルタ指導法はいまや伝説となっている。 
「狩りの犬 獲物を追って どこまでも」という俳句を詠み、好んでこの句を色紙に揮毫した。
- 1960年のローマオリンピック後、来るべき1964年東京オリンピックに備え、不屈の精神力を涵養し技術を磨く、スパルタ訓練が連日連夜代表選手に課せられた。東京オリンピック開幕前、このレスリング選手団の猛特訓はマスコミの注目を集め、恐怖の厳罰「剃るぞ!!」という言葉が紙面を賑わせ、当時の流行語にもなった。この題名で本も出しているが、だらしなく負けたり逃げ回って負けた選手に猛省を促すため、上はもちろん、下の毛も剃った[3]。金メダルが取れなかったローマオリンピックでは、自らも白髪を剃り丸坊主となっている。
- その他
  - 選手のコンディションによく気をつけていて、「おはよう」という挨拶の代わりに「クソが出たか」と聞いた。
  - 厳しい減量が必要とされる競技のため、毎日の排便を選手に報告させる。ついでに射精の報告もさせる。しかも、それが夢精によるものか、利き腕によるものか、ノートに書き込んで表にする。食事の量、体重、排便回数、そして、射精回数＆射精方法。これだけ把握しておけば、選手の健康管理は絶対と言う。
  - 時差ボケに対応するために真夜中にいきなり選手を叩き起こして練習する。睡眠は重要なため、いかなる状況でも、ごく短時間でも眠れるよう日頃から訓練しておく。
  - ライオンや虎とにらめっこさせて眼力を鍛える[49]。
  - 沖縄でハブとマングースの戦いを見て闘魂を学ぶ。
  - 左右とも利き手にしろ。
  - 食事の量は、朝5、昼2、夜3が良い。
  - 負けた理由を探すな。
  - 元旦に寒中水泳をさせた。
  - 夏に電灯をつけた柔道場で蚊帳なしでゴロ寝させた。
  - 夢の中でも勝て。
  - マスコミを味方にしろ。

しかしながらこういった逸話も、マイナーといわれたレスリングの話題作りのため、との見方もありアイデアに長けた会長だったともいわれている。
6年余の軍隊での経験から、1964年（昭和39年）当時から世間の根性論にも批判的で、間違った根性論を認識し、著書『私の歩んできた道』の＜竹やり根性＞と＜負け犬根性＞で「正しい技術の練磨と、その実力の苦しい鍛錬を忘れて、精神力だけで万一の優勝を期待していたようなところが日本のスポーツ界にはなかっただろうか。それでは外国の力には勝てない。」と著している。
また神経戦もうまく、ソ連やトルコは練習を公開しなかったが、練習を公開し柔道をやらせたり、記者会見で合気道をやらせるなどのデモンストレーションを行った。こういう新手がある、という心理作戦に外国の連中は引っかかった。
1964年東京オリンピック開催期間中、銀座の老舗宝飾店に金メダルを飾らせた。

## 著書
- 『レスリング』 IV、成美堂書店〈オリンピック叢書〉、1938年4月22日。
- 「レスリング」（旺文社（旺文社スポーツ・シリーズ）、1953年）
- 「俳気」（花鳥堂、1955年）
- 「勝負根性」（実業之日本社（実日新書）、1965年）
- 「剃るぞ!」（講談社、1965年）
- 「闘魂と根性」（恒文社、1971年）
- 「わが道を行く」（ベースボール・マガジン社、1964年）
- 「私の歩んできた道」（立花書房、1979年）

ほか